# 타칼리크 아바흐

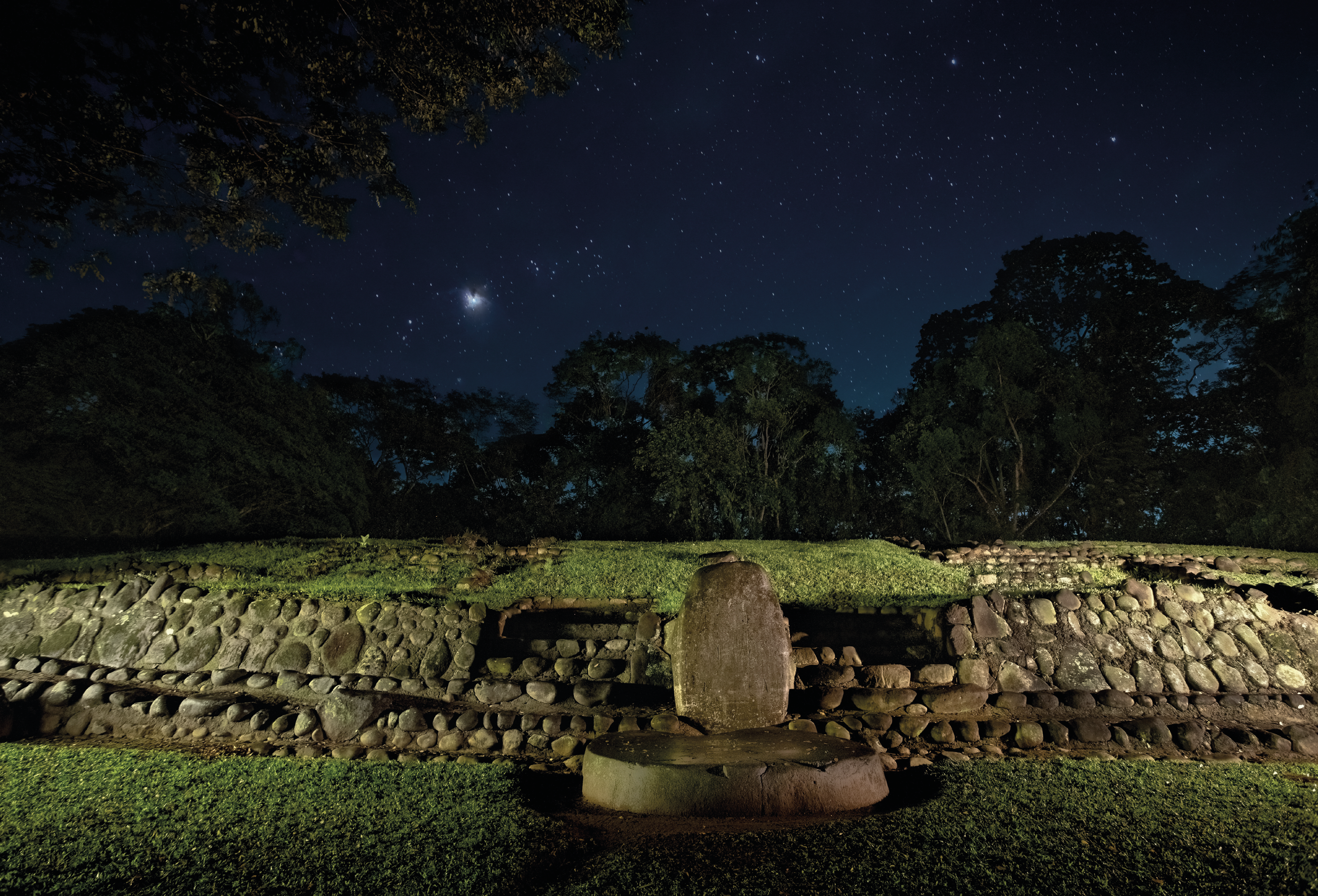

타칼리크 아바흐(영어: Tak'alik Ab'aj, 마야어 발음: [takʼaˈlik aˀ'ɓaχ], 스페인어: [takaˈlik aˈβax])는 과테말라에 있는 선콜럼버스 시대의 고고학 유적지이다. 이곳은 이전에 아바흐 타칼리크(Abaj Takalik)로 알려졌으며, 고대 이름은 쿠자(Kooja)였을 수 있다. 올멕과 마야의 특징을 모두 갖춘 여러 메소아메리카 유적지 중 하나이다. 이 유적지는 기원전 9세기부터 적어도 서기 10세기까지 고전기 및 고전기 시대에 번성했으며 카미날후유와 초콜라와 거래하는 중요한 상업 중심지였다.조사 결과 태평양 연안 평야에서 조각 기념물이 있는 가장 큰 유적지 중 하나임이 밝혀졌다. 올멕 스타일의 조각에는 거대 두상, 암각화 등이 있다. 이 유적지는 멕시코만 외곽 지역에서 올멕 양식 조각이 가장 많이 밀집되어 있는 곳 중 하나이며, 오랜 거주 역사를 인정받아 2023년 세계유산으로 지정되었다.
타칼리크 아바흐는 기원전 400년경에 시작된 마야 문화의 초기 번영을 대표하는 유적이다. 이 유적지에는 마야 왕릉과 마야 지역에서 가장 오래된 것으로 여겨지는 마야 상형문자 비문이 있다. 현재 발굴 작업이 계속 진행 중이며, 기념비적인 건축물과 다양한 양식의 조각 전통이 남아 있어 이 유적지가 어느 정도 중요한 역할을 했음을 시사한다.
유적지에서 발견된 유물들은 멕시코 계곡에 있는 멀리 떨어진 대도시 테오티우아칸과의 접촉을 시사하며, 타칼리크 아바흐가 테오티우아칸 또는 그 동맹국에 의해 정복당했음을 시사한다. 타칼리크 아바흐는 시간이 지남에 따라 변화했던 마야의 장거리 무역로와 연결되어 있었지만, 과테말라 고원 지대와 멕시코에서 엘살바도르까지 이어지는 태평양 연안 평야를 포함하는 무역망에 참여할 수 있었다.
타칼리크 아바흐는 주요 건축물들이 9개의 계단식 지대 위에 네 개의 주요 그룹으로 나뉘어 군집한 대규모 도시였다. 이 중 일부는 자연적 요소였지만, 다른 일부는 막대한 노동력과 자재 투자를 필요로 하는 인공 구조물이었다. 이 유적지에는 정교한 배수 시스템과 풍부한 조각 기념물이 있었다.

## 같이 보기
- 키체 왕국